# Liptovský Ondrej
Liptovský Ondrej é um município da Eslováquia, situado no distrito de Liptovský Mikuláš, na região de Žilina. Tem 4,69 km² de área e sua população em 2018 foi estimada em 615 habitantes.

## Demografia
| Ano:        | 1994 | 2004    | 2014   | 2024    |
| ----------- | ---- | ------- | ------ | ------- |
| Broj ljudi: | 447  | 566     | 599    | 671     |
| Razlika:    |      | +26,62% | +5,83% | +12,02% |

| Ano:               | 2023 | 2024   |
| ------------------ | ---- | ------ |
| Número de pessoas: | 663  | 671    |
| Diferença:         |      | +1,20% |